# Nuevitas
Nuevitas là một thành phố cảng ở tỉnh Camagüey của Cuba. Christopher Columbus đã nhìn thấy vịnh này năm 1492. Khu định cư được thành lập năm 1775, thành phố được dời về vị trí ngày nay vào năm 1828.
Nuevitas nằm trên bán đảo Guincho ở bờ biển phía bắc. Nuevitas có bến cảng lớn, là nơi neo đỗ tàu chở đường ăn và các nông sản khác trong vùng. Đường sắt và đường bộ kết nối với bến cảng.
Đô thị này được chia thành các barrio Primero, Segundo, Tercero, Alvaro Reinoso, Lugareño, Redención, San Miguel và Senado.

## Dân số
Năm 2004, đô thị Nuevitas có dân số 44.882. và diện tích 415 km² (160,2 mi²), với mật độ dân số 108,1người/km² (280người/sq mi).